# 烏克蘭獨立戰爭
烏克蘭獨立戰爭（羅馬化：Ukrainska revoliutsiia，直译：「烏克蘭革命」；又稱蘇維埃-烏克蘭戰爭）是1917年至1921年持續發生的一場戰爭，該戰爭導致烏克蘭蘇維埃社會主義共和國的建立和發展並併入了蘇聯。
不同政府、政治和軍事力量捲入了這一系列的軍事衝突。交戰方包括烏克蘭民族主義者、無政府主義者、布爾什維克、德國和奧匈帝國部隊、白俄志願軍和波蘭第二共和國部隊。在俄国二月革命（1917年3月）之後，他們為控制烏克蘭而發生戰鬥。協約國中的羅馬尼亞和法國也參與其中。這場鬥爭從1917年2月持續到1921年11月，最終烏克蘭领土被苏联、捷克斯洛伐克、波兰分治。

## 背景
1914-1918年第一次世界大戰俄羅斯的東线就在烏克蘭，雖然傷亡眾多，但部分收复了沃里尼亚和加利西亚东部。
二月革命刺激了烏克蘭的民族主義情緒并成立了中央拉達，沙皇軍隊中的烏克蘭族軍官对帝国的未来失去了信心，因而轉投中央拉达。

## 俄国革命后的乌克兰
这一切导致了彼得格勒的十月革命，并迅速蔓延到整个帝国。1917年11月的基辅起义导致俄罗斯临时政府军在首都失败。不久之后，中央拉达在基辅掌权，而布尔什维克在1917年12月下旬在东部城市哈尔科夫建立了一个苏维埃乌克兰人民共和国——最初也被称为“乌克兰人民共和国”。针对基辅中央拉达政府的敌对行动立即开始。在这种情况下，拉达1918年1月22日宣布乌克兰独立，并与俄罗斯断绝关系。苏俄对乌克兰独立之反应与波罗的海三国一样，其拒绝承认乌克兰独立，并在不久后入侵乌克兰。虽然他们奋力抵抗，但终究失败。

## 德国干预（1918年）
面对迫在眉睫的失败，拉达转向其仍然敌对的对手——同盟国——寻求休战和联盟，德军随后同意以获得军粮，德国与乌克兰联军占领基辅（3月1日），在一个月内把布尔什维克清除出乌克兰，并于6月与布尔什维克进行和平谈判（当时已是乌克兰国）

## 战事重启（1919年）
德国战败后，列宁政府几乎立即废除了他们的布列斯特-立陶夫斯克条约——托洛茨基将其描述为“没有战争就没有和平”——并入侵乌克兰和其他在德国保护下成立的东欧国家。同时，同盟国的瓦解影响了前奥地利的加利西亚，那里居住着乌克兰人和波兰人。乌克兰人在东加利西亚宣布成立西乌克兰人民共和国（WUNR），希望与乌克兰人民共和国(UNR)联合，而东加利西亚的波兰人——主要集中在利沃夫——效忠于新成立的波兰第二共和国。双方的敌意越来越大。1919年1月22日，西乌克兰人民共和国和乌克兰人民共和国在基辅签署了乌克兰统一协定。到1919年10月，在乌克兰加利西亚军队的WUNR的是由波兰军队击败波兰-乌克兰战争和东加利西亚被吞并了波兰;在巴黎和平会议1919年授予东加利西亚波兰25年。
在西乌克兰战事正烈的同时，苏俄也于1月6日从被占据的哈尔科夫入境，占领了切尔尼戈夫（1月12日），波尔塔瓦（1月20日），叶卡捷琳诺斯拉夫（1月26日），并于2月5日占领基辅

## 波兰介入（1920年）
再次面临迫在眉睫的失败，乌克兰人民共和国转向了它的前对手波兰；1920年4月，约瑟夫·毕苏斯基和西蒙·彼得留拉在华沙签署了一项军事协议以对抗布尔什维克。就像以前与德国结盟一样，这一举动部分牺牲了乌克兰的主权：彼得留拉承认波兰对加利西亚的吞并。

## 波苏议和
华沙战役结束后不久，布尔什维克要求与波兰议和。波兰人精疲力竭，不断受到西方政府和国际联盟的压力，其军队控制了大部分有争议的领土，愿意进行谈判。与此同时，彼得留拉的乌克兰军队（现在拥有23,000名士兵）控制着紧邻波兰东部的领土，他们计划于11月11日在乌克兰发动进攻，但在11月10日遭到布尔什维克的袭击。到11月21日，经过多次战斗，他们被驱逐进入波兰控制的领土。

## 后果
1922年，苏联成立。乌克兰苏维埃社会主义共和国称为加盟国之一。 在新国家中，乌克兰人在本土化和乌克兰化时期享有名义上的国家地位。 